# Apache Kafka
Apache Kafka – broker wiadomości dostępny jako otwarte oprogramowanie. Projekt jest napisany w Scali, a rozwija go Apache Software Foundation. Cel przedsięwzięcia to umożliwienie obsługi danych czasu rzeczywistego pochodzących z wielu węzłów. Ujednolicona obsługa strumieni wejściowych ma zapewniać dużą przepustowość i redukcję opóźnień. Projekt powstał pod silnym wpływem dzienników transakcji.
Apache Kafka początkowo zaprojektowano w LinkedIn, a następnie udostępniono jako oprogramowanie otwartoźródłowe na początku 2011 roku. Projekt opuścił Apache Incubator 23 października 2012 roku. W listopadzie 2014 roku kilku inżynierów, którzy pracowali nad Kafką w LinkedIn, założyło nowe, silnie związane z Kafką przedsiębiorstwo o nazwie Confluent.